# Calamar (Guaviare)
Calamar es un municipio del departamento del Guaviare, en Colombia, cuya cabecera se encuentra en la margen izquierda del río Unilla (afluente del río Vaupés y por tanto del río Negro), a 80 km de San José del Guaviare, en las coordenadas 1°57′57″N 72°33′14″O / 1.96583, -72.55389.

## Geografía
En el territorio de Calamar se encuentra el 25% del área de la Sierra de Chiribiquete.

### Límites Municipales
Calamar está delimitado por los siguientes municipios, excepto al oeste con el Meta y al sur con Caquetá.
| Noroeste: San José del Guaviare                        | Norte: Límite entre San José del Guaviare y El Retorno     | Nordeste: El Retorno          |
| Oeste: La Macarena ( Meta) (Meridiano 73°, 6')         |                                                            | Este: Miraflores (Río Itilla) |
| Suroeste: San Vicente del Caguán (Caquetá) (Río Ajajú) | Sur: San Vicente del Caguán y Solano (Caquetá) (Río Ajajú) | Sureste: Miraflores           |

## Historia
La región fue habitada en el pasado por indígenas Betoñe (tucanos), Tinigua, Witoto y Nukak. Hacia 1890 fue colonizada para la explotación del caucho, que fue aprovechada especialmente por la empresa Calderón Hermanos, que logró subyugar a los indígenas Witoto. La esclavitud y el traslado forzado de indígenas diezmaron la población aborigen. Los indígenas Carijona se resistieron y atacaron en 1904 el caserío de Calamar.
En 1910 el poblado cauchero de Calamar fue designado como capital de la nueva comisaría del Vaupés, pero fue luego sustituido por Mitú, fundado en 1936. Calamar decayó al declinar la producción de caucho después de la Segunda Guerra Mundial, pero fue repoblado tras la nueva ola de colonización provocada por los cultivos ilegales de coca.
La ley 55 del 23 de diciembre de 1977 incluyó a Calamar dentro de la nueva comisaría del Guaviare, que se convirtió en departamento en 1991, por disposición de la Constitución Nacional. Calamar fue designado como municipio mediante ordenanza 01 del 6 de agosto de 1992 y funciona administrativamente desde el 1 de enero de 1993.

## División Político-Administrativa
Aparte de su Cabecera municipal. Calamar tiene bajo su jurisdicción un centros poblados: Las Damas.

#### Veredas
Tierra Negra, La Gaitana, Diamante Uno, Diamante Dos, El Progreso, San Juan, La Primavera, La Ceiba, Caño Caribe, La Esmeralda, La Tigrera, El Triunfo, Cristalina, Patio Bonito, Puerto Gaviotas, Altamira, La Unión, La Argelia, Puerto Polaco (Nueva Esperanza), Agua Bonita media, Agua Bonita baja, Agua Bonita Alta, Brisas del Itílla, Puerto Colombia, Puerto Palma, entre otras.

## Etnografía
Además de la población campesina, se han asentado comunidades indígenas Piratapuyo, Tucano y Desano procedentes del Vaupés y algunos indígenas de diversos lugares del país. Actualmente existen dos territorios dentro del área municipal: Resguardo El Itilla, y Resguado la Yuquera

## Economía
La economía del municipio está basada en la agricultura, complementada con la ganadería, la coca y aprovechamientos forestales. El 18 de diciembre de 1997 se protegió como Zona de Reserva Campesina el área rural de Calamar que había sido excluida del carácter de reserva forestal.

## Movilidad
El municipio de Calamar se accede por la Ruta Nacional 75 que viene desde San José del Guaviare y por ende con el resto de Colombia por vía terrestre, siendo prestado sus servicios por la empresa Cootransguaviare. Por vía aérea, además de su vecina, se accede por Villavicencio en el vecino departamento del Meta en el norte, Mitú (Vaupés) al este y Leticia (Amazonas) en el sur.

## Estructura organizacional municipal
| Calamar      | Calamar     | Calamar                    |
| Departamento | Código DANE | Categoría municipal (2023) |
| ------------ | ----------- | -------------------------- |
| Guaviare     | 95015       | Sexta                      |

- Personería: Es un centro del Ministerio Público de Colombia que ejerce, vigila y hace control sobre la gestión de las alcaldías y entes descentralizados; velan por la promoción y protección de los derechos humanos; vigilan el debido proceso, la conservación del medio ambiente, el patrimonio público y la prestación eficiente de los servicios públicos, garantizando a la ciudadanía la defensa de sus derechos e intereses.

El actual Personero municipal es x (2024-2027).
- Concejo Municipal: Es la suprema autoridad política del municipio. En materia administrativa sus atribuciones son de carácter normativo. También le corresponde vigilar y hacer control político a la administración municipal. Se regulan por los reglamentos internos de la corporación en el marco de la Constitución Política Colombiana (artículo 313) y las leyes, en especial la Ley 136 de 1994 y la Ley 1551 de 2012. 4

Constituido por 11 concejales por un periodo de 4 años.
- Alcaldía Municipal: En esta se encuentra la administración municipal y las entidades descentralizadas del municipio.

El Alcalde se pronuncia mediante decretos y se desempeña como representante legal, judicial y extrajudicial del municipio. El actual Alcalde municipal es Farid Castaño García (2024-2027), elegido por voto popular.
- JAL.